# Ari'el Haruš
Ari'el Haruš (hebrejsky אריאל הרוש; * 25. května 1988 Jeruzalém, Izrael) je izraelský fotbalový brankář a reprezentant, od roku 2015 hráč izraelského klubu Hapoel Tel Aviv FC.

## Klubová kariéra
- Bejtar Jeruzalém (mládež)
- Bejtar Jeruzalém 2007–2014
- Maccabi Netanya FC 2014–2015
- Hapoel Tel Aviv FC 2015–2017

## Reprezentační kariéra
Harush reprezentoval Izrael v mládežnické kategorii U21.
V A-mužstvu Izraele debutoval 26. 5. 2012 v přátelském zápase v rakouském Hartbergu proti reprezentaci České republiky (porážka 1:2), pro tým ČR šlo o přípravu před EURO 2012 v Polsku a na Ukrajině.